# N-Vinylformamid
N-Vinylformamid (VFA), auch als N-Ethenylformamid bezeichnet, ist ein Amid der Ameisensäure.

## Eigenschaften
N-Vinylformamid ist eine klare fast farblose Flüssigkeit, die mit Wasser beliebig mischbar ist. Die Löslichkeit in polaren organischen Lösungsmitteln ist sehr gut. Im Vakuum ist N-Vinylformamid destillierbar. Bei 13 mbar beträgt der Siedepunkt 84 °C, bei 5 mbar 80 °C. Der berechnete Siedepunkt bei Normaldruck beträgt ca. 210 °C. Unstabilisiert ist es bei Temperaturen oberhalb von 40 °C nicht stabil, da es zur Zersetzung beziehungsweise zur selbstkatalysierten Polymerisation neigt. Bei −10 °C kann es dagegen über ein Jahr unverändert gelagert werden. In wässriger Lösung ist VFA im pH-Bereich 7 bis 8 relativ stabil, während es im Sauren (pH-Wert <4) oder im Alkalischen (pH-Wert >8,5) schnell hydrolysiert.
VFA ist nicht mutagen.

## Herstellung
N-Vinylformamid wurde erstmals 1964 – mehr zufällig – synthetisiert. Dabei wurde ursprünglich versucht 2-Formylamino-propionitril durch Pyrolyse zu erhalten. Das gewünschte Produkt reagierte jedoch unter Abspaltung von HCN zu N-Vinylformamid weiter.
Der weltgrößte Hersteller von VFA ist die BASF in Ludwigshafen am Rhein, die es unmittelbar zu dem vor allem in der Papierindustrie verwendete Polyvinylamin weiterverarbeitet. In der von diesem Unternehmen entwickelten großtechnischen Synthese wird N-Vinylformamid aus Acetaldehyd und Formamid hergestellt (vgl. auch Abbildung). Zunächst wird dabei Acetaldehyd (1) mit Blausäure zu Milchsäurenitril (2) umgesetzt. An dieses wird unter Wasserabspaltung Formamid kondensiert, so dass 2-Formylamino-propionitril (3) entsteht. Dieses spaltet bei erhöhten Temperaturen Blausäure ab, so dass schließlich N-Vinylformamid (4) entsteht. Die Blausäure geht dabei in den Reaktionskreislauf zurück.

## Verwendung
Seit Beginn des 21. Jahrhunderts wird N-Vinylformamid großtechnisch hergestellt. Es dient als Monomer für die Polymerisation zu Polyvinylformamid, das wiederum teilweise oder vollständig zu Polyvinylamin hydrolysiert wird. 